# Saint-Rémy, Corrèze
Saint-Rémy là một xã thuộc tỉnh Corrèze trong vùng Nouvelle-Aquitaine miền trung Pháp.